# Mediengruppe Parzeller
Die Mediengruppe Parzeller mit Sitz in Fulda umfasst neun Gesellschaften aus den Branchen Druck, Medien, Buchverlag, Werbung und Marketing, IT und Webentwicklung, Logistik und Post sowie Service. Der mittelständische, inhabergeführte Unternehmensverbund mit rund 1.400 Mitarbeitenden und Auszubildenden ist unter anderem Herausgeber regionaler Tages- und Wochenzeitung, der dazugehörigen Online-Portale, sowie weiterer Print- und Digitalmarken.
Die Parzeller GmbH & Co. KG als Holding aller Unternehmen der Mediengruppe Parzeller wird durch den geschäftsführenden Gesellschafter Michael Schmitt geleitet.

## Geschichte
Der Verlag Parzeller als Kernunternehmen der Mediengruppe Parzeller wurde am 22. Dezember 1873 als Fuldaer Actiendruckerei gegründet. Die erste Ausgabe der Fuldaer Zeitung erschien am 1. Januar 1874 mit vier Seiten im Sonderformat – 1000 Abonnenten bezogen dreimal wöchentlich das im Kulturkampf gegen Bismarck positionierte und vom Katholizismus geprägte Blatt zum Preis von 14 Silbergroschen pro Quartal. Das Blatt vertrat kämpferisch die Programmatik der Deutschen Zentrumspartei. Seit 1881 erschien die Zeitung täglich. Am 10. Dezember 1933 wurden bei einem nächtlichen Überfall von Sturmabteilung (SA) und Schutzstaffel (SS) der NSDAP Redaktionsräume und Setzerei mit ihren Druckmaschinen verwüstet. Ziel der Zerstörungsaktion mit Äxten und Vorschlaghämmern war es, den technischen Betrieb und damit das Weitererscheinen unmöglich zu machen.
Wenige Tage später erschien dennoch eine Notausgabe. Kurz darauf entzogen die nationalsozialistischen Machthaber dem Unternehmen das Verlagsrecht. Gleichzeitig wurden die Fuldaer Zeitung, später auch der Bonifatiusbote und weitere Druckerzeugnisse verboten. Die Aktionäre beschlossen 1937 die Umwandlung der Aktiengesellschaft in eine Kommanditgesellschaft unter dem Namen Parzeller & Co. vormals Fuldaer Actiendruckerei. Nach dem Zweiten Weltkrieg erhielt Michael Schmitt (* 1913) im Jahr 1946 die Lizenz zur Herausgabe von Büchern und Zeitschriften. 1950 sprach das Landgericht Fulda dann Parzeller & Co. das Recht am Titel „Fuldaer Zeitung“ zu, die ab dem 1. April 1951 mit einer Auflage von 15.000 Exemplaren wieder erscheinen konnte. Maßgeblichen Anteil daran hatte Diplomkaufmann Michael Schmitt (* 1913), der von 1951 bis 1992 Verleger war. 1974 wurde die Fuldaer Zeitung erstmals im Berliner Format gedruckt, ab 1995 einzelne Seiten in Farbe. 1984 wurden aus der Gesellschaft Parzeller & Co. KG die Verlag Parzeller GmbH & Co. KG und die Druckerei Parzeller GmbH & Co. ausgegründet. Drei Jahre später kaufte die Parzeller & Co. KG das Gelände der ehemaligen Wachswarenfabrik Gies an der Frankfurter Straße 8 in Fulda und begann bis 1998, den Betrieb nach und nach dorthin zu verlagern.
Mit dem Fall der Mauer weitete das Unternehmen seine Aktivitäten nach Thüringen aus. Am 8. März 1990 erschien in den damaligen Landkreisen Bad Salzungen, Schmalkalden, Eisenach und Meiningen erstmals die Südthüringer Zeitung. Die Redaktion befand sich im Hochhaus des Volkseigenen Gutes (VEG) Gartenbau Barchfeld. 1992 erfolgte der Verkauf an den Süddeutschen Verlag. 1991 übernahm der Verlag Parzeller die Kinzigtal Nachrichten.
2008 gliederte der Verlag zeitgleich viele Abteilungen in eigenständige Unternehmen aus, die sich fortan eigenständig weiterentwickelten. So ging aus der 2008 gegründeten MGV Mediengestaltungs und Vermarktungs GmbH im Jahr 2018 die Medienagentur Heldenzeit GmbH & Co. KG hervor. 2009 wurde der bereits seit 1966 existierende Schlitzer Bote (Verlag H. Guntrum II.) vom Verlag Parzeller übernommen. Seit 2020 treten Verlag und Druckereien mit ihren Tochterunternehmen als Mediengruppe Parzeller auf.
Im November 2022 trennte sich die Unternehmensgruppe von zwei ihrer drei Druckereien. Parzeller print & media GmbH & Co. KG (120 Mitarbeitende) wurde an die Investmentgesellschaft Greenmarck veräußert.
Die Druckerei Rindt GmbH & Co. KG (60 Mitarbeitende) wurde vom bisherigen Geschäftsführer Sebastian Jerabeck gekauft.

## Unternehmen

### Verlag Parzeller GmbH & Co. KG
Der Verlag Parzeller bildet das Zentrum der Mediengruppe Parzeller. Der Verlag ist sowohl im Printbereich als auch digital mit Produkten und Marken vertreten und einer der wenigen eigenständigen mittelständischen Tageszeitungsverlage in Deutschland. Kernprodukt ist die Fuldaer Zeitung mit ihren drei Kopfblättern Hünfelder Zeitung, Schlitzer Bote und Kinzigtal Nachrichten sowie die zugehörigen Social-Media-Kanäle und das Online-Portal. Außerdem betreibt der Verlag das hessische Fußball-Portal Torgranate.
Geschäftsführer Verlag Parzeller: Haldun Tuncay

### ColdsetInnovation Fulda GmbH & Co. KG
Der Druck von regionalen und überregionalen Tages- und Wochenzeitungen im Berliner Format sowie Zeitungsbeilagen im Tabloid sind das Kerngeschäft der ColdsetInnovation Fulda, die 2010 eine neu errichtete Druckhalle im Gewerbegebiet Eichenzell-Kerzell bezogen hat. Für die Mediengruppe druckt CIF dort wöchentlich 305.500 Zeitungen. Es werden zudem wöchentlich medizinische Fachzeitungen produziert und bundesweit versendet. Kunden aus dem süddeutschen Raum und aus Österreich lassen vor allem Wochen- und Anzeigenzeitungen bei ColdsetInnovation Fulda drucken.
Geschäftsführer ColdsetInnovation Fulda: Thomas Unterberger

### MGV Mediengestaltungs- und Vermarktungs GmbH & Co. KG
Mit der Gründung der MGV wurden 2008 die ausschließlich werbefinanzierten Printmedien aus dem Verlag Parzeller ausgegründet. Als Dienstleister übernimmt die MGV die Sonderthemen-Produktion für den Verlag und gibt einmal wöchentlich die seit 1973 erscheinende kostenlose Wochenzeitung Marktkorb heraus. Neben dem Marktkorb in Osthessen gab die MGV von 2007 bis 2020 den Vogelsberg Wochen-Boten heraus. Von 2009 bis 2020 war die MGV Herausgeber von vier kostenlosen Wochenzeitungen im Rhein-Main-Gebiet, die vom Legel Verlag gekauft und später an die RheinMain Verlags GmbH veräußert wurden. Von 2009 bis 2022 erschien im Main-Kinzig-Kreis die kostenlose Wochenzeitung Kinzigtal Woche. Sie wurde eingestellt, nachdem die MGV den Konkurrenten Bergwinkel Wochen-Boten von der Ippen-Gruppe erworben hatte.
Geschäftsführer: Haldun Tuncay

### Heldenzeit GmbH & Co. KG
Die 2018 aus der Mediengruppe Parzeller ausgegliederte heldenzeit ist eine Agentur mit Schwerpunkt auf Storytelling und Content Marketing. Neben marketingspezifischen Dienstleistungen für die Mediengruppe ist heldenzeit vor allem für externe Unternehmen und Organisationen tätig. Markendesign, Online Marketing, Webseiten und Webshops, Corporate Media, Kampagnenplanung, Foto-, Video- und Audio-Produktionen, Events und Workshops bilden das Portfolio. Heldenzeit ist Herausgeber der Printprodukte Rhön-Magazin, FD Life und dem Einkaufsführer FuldaGuide sowie Inhaber der digitalen Marke wirliebenfulda.de.
Geschäftsführer: Torsten Bug

### OB//CC online business & community communication GmbH & Co. KG
Die OBCC GmbH & Co. KG hat sich seit ihrer Gründung 2008 zum Spezialist für App- und Plattformtechnologie entwickelt. Das Portfolio des Unternehmens umfasst unter anderem OBCC Classroom, eine Multi-Channel-Lösung für die digitale Aus- und Weiterbildung, hybride digitale Kiosklösungen für Unternehmen und Organisationen, Compliance-Dokumentations- und Managementsoftware, digitale Behörde/E-Government (Landkreis-App) sowie Hybrid-, Native- und Web-Apps. Eine der Spezialitäten der OBCC ist die Blockchain-Technologie.
Geschäftsführer: Jochen Höllein

### MLH Medien Logistik Hessen GmbH & Co. KG
Die MedienLogistik Hessen gewährleistet die Zustellung der Tages- und Wochenzeitungen für die Mediengruppe Parzeller. Die MLH liefert zudem unter dem Namen HessenMail deutschlandweit und international Geschäftspost von über 400 Unternehmen, Kommunen und Finanzdienstleistern aus. Im Jahr 2021 wurden rund 4 Millionen Sendungen zugestellt. Außerdem betreibt die MLH einen eigenen Lettershop.
Geschäftsführer: Haldun Tuncay

### Parzellers Buchverlag und Werbemittel GmbH & Co. KG
Regionalliteratur über Fulda und die Rhön bildet den Kern des Sortiments von Parzellers Buchverlag, der auch das „Gotteslob der Diözese Fulda“, ein kleines religiöses Programm sowie einige Titel zum Thema Sport/Gesundheit verlegt. Neben einer Buchhandlung mit Onlineshop bildet der Bereich Werbemittel – ebenfalls mit einem Onlineshop – ein wichtiges Standbein.
Geschäftsführer: Rainer Klitsch

### Parzeller Service + Support GmbH & Co. KG
In der Parzeller Service + Support GmbH & Co. KG bündelt die Mediengruppe Parzeller die eigenen Verwaltungs- und Servicedienstleistungen für alle Tochterunternehmen. Finanz- und Personalwesen werden ebenso betreut wie Facilitymanagement, Arbeitsschutz, Compliance, sowie die IT-Hard- und Software und das Schnittstellenmanagement der Mediengruppe. Seit 2022 bietet das Unternehmen einen Teil seiner Dienstleistungen unter der Marke SIDEbySIDE auch externen Kunden an.
Geschäftsführer: Jochen Höllein

## Print- und Digitalmedien
Tageszeitung
| Ausgabe               | Herausgeber      | Erscheinungsweise | Auflage* |
| --------------------- | ---------------- | ----------------- | -------- |
| Fuldaer Zeitung       | Verlag Parzeller | Montag–Samstag    | 20.850   |
| Hünfelder Zeitung     | Verlag Parzeller | Montag–Samstag    | 4.130    |
| Kinzigtal Nachrichten | Verlag Parzeller | Montag–Samstag    | 4.350    |
| Schlitzer Bote        | Verlag Parzeller | Montag–Samstag    | 1.230    |

*verbreitete Auflage

## Auszeichnungen
- 2018: ICMA-Award silber (Rhön-Magazin, heldenzeit)
- 2019: Nova Innovation Award (OBCC)
- 2019: European Newspaper Award (Fuldaer Zeitung, Verlag Parzeller)
- 2019: Print Innovation Award (Fuldaer Zeitung, Verlag Parzeller)
- 2019: ICMA-Award silber (Rhön-Magazin, heldenzeit)
- 2020: Durchblick-Preis des BdZV (Marktkorb, MGV)
- 2021: European Newspaper Award: 5 Awards of Excellence (Fuldaer Zeitung, Verlag Parzeller)
- 2021: Deutscher Agenturpreis (Kundenmagazin, heldenzeit)
- 2021: ICMA-Award bronze (Rhön-Magazin, heldenzeit)
- 2022: Great Place To Work (Attraktiver Arbeitgeber, MLH)
- 2022: Durchblick-Preis des BdZV (Marktkorb, MGV)
- 2022: European Newspaper Award: 7 Awards of Excellence (Fuldaer Zeitung, Verlag Parzeller)
- 2023: Durchblick-Preis des BdZV (Marktkorb, MGV)
- 2023: European Newspaper Award: 6 Awards of Excellence (Fuldaer Zeitung, Verlag Parzeller)